# Der Widerspenstigen Zähmung (1929)
Der Widerspenstigen Zähmung ist ein US-amerikanischer Spielfilm nach der gleichnamigen Vorlage von William Shakespeare aus dem Jahre 1929 mit dem Ehepaar Douglas Fairbanks und Mary Pickford in den Hauptrollen. Regie führte Sam Taylor.

## Handlung
Der Ablauf der Handlung folgt weitgehend der Shakespeare-Vorlage.
Padua, im 16. Jahrhundert. Lucentio verliebt sich in Bianca, die jüngere der beiden Töchter Baptistas. Doch Baptista hat bestimmt, dass er einer Vermählung seiner jüngeren Tochter solange nicht zustimmen werde, bis auch seine ältere Tochter Katharine geheiratet hat. Um Bianca zu gewinnen, muss Lucentio deshalb nicht nur die Mitbewerber Hortensio und Gremio aus dem Weg räumen, sondern auch einen Ehemann für die widerspenstige Katharina, einen wahren Männerschreck, finden. Als Petruchio, ein alter Bekannter Hortensios, auftaucht, scheint er wie gemacht für die kratzbürstige Katherine. In einem heftigen Wortgefecht erweisen sich die beiden als ebenbürtige Gegner. Petruchio erklärt Katharine, dass er sie heiraten werde, ob sie nun wolle oder nicht.
Zur Hochzeit kommt Petruchio absichtlich zu spät, um zu zeigen wer zukünftig Herr im Hause sein wird. Darüber hinaus ist er auch noch unpassend gekleidet. Dann nimmt er seine neue Ehefrau mit in sein Haus, wo er ihr alle Annehmlichkeiten des Wohlstands vorenthält, und zwar angeblich aus purer Fürsorge für Katherine. Nach wenigen Tagen, in denen Petruchio sie zu bändigen versucht, muss sich Katharine geschlagen geben, woraufhin Petruchio einwilligt, sie anlässlich der Hochzeit Biancas nach Padua zu begleiten. Auch auf der Fahrt dorthin lassen beide keine Gelegenheit aus, sich verbale Gefechte zu liefern.
Lucentio ist es in der Zwischenzeit gelungen, Biancas Herz und das Einverständnis ihres Vaters zu gewinnen. Nach dieser Hochzeit wetten die Männer auf einem Bankett, wessen Frau sich am ehesten dem Willen ihres Mannes unterordnet. Alle Gäste sind erstaunt, als sich ausgerechnet Katharine als die Gehorsamste erweist: Die Widerspenstige wurde gezähmt.

## Produktionsnotizen
Der Widerspenstigen Zähmung war ein früher Tonfilm der einstigen Stummfilmstars Douglas Fairbanks und Mary Pickford. Es ist zugleich der einzige Film, in dem das damalige Ehepaar in Hauptrollen gemeinsam auftrat. Die Uraufführung war am 26. Oktober 1929. In Deutschland lief der Film nach dem Krieg am 10. März 1979 im Fernsehen des Bayerischen Rundfunks.
Die Filmbauten entwarf William Cameron Menzies, die Kostüme stammen aus der Hand der späteren Regisseurs Mitchell Leisen. H. Bruce Humberstone assistierte Regisseur Taylor.
Die Produktionskosten lagen bei geschätzten 504.000 US-Dollar, die Einnahmen bei rund 1,1 Millionen US-Dollar.
Der Film erlangte auch dadurch Berühmtheit, dass sich Regisseur Taylor im Vorspann erdreistete, beim Drehbucheintrag zu schreiben: „By William Shakespeare, with additional dialogue by Sam Taylor“ (Übersetzung: „Von William Shakespeare, mit zusätzlichem Dialog von Sam Taylor“).

## Kritiken
Mordaunt Hall schrieb in der New-York-Times-Ausgabe vom 30. November 1929: „Be it known that it is a piece of talking film that spread its cheer among the Petruchios, the Katherinas and others in the audience last night, and that in spite of the fact that while it sticks closely to the immortal bard's lines its doing smack frequently most heartily of Hollywood. Petruchio is oft Doug and Katherina is not seldom mindful of the pursed-lipped Mary of years gone by on the screen. Yet if it be entertainment one seeks, here it is; if it be that one desires merriment to help the digestion, one cannot do better than hie himself with his company to look at and listen to these voluble shadows, who mix it up occasionally in a way that is like modern slapstickers. But it should be borne in mind that this story, written by the Bard near the Avon and transcribed to the screen somewhere in the vicinity of the Los Angeles River, is mounted with little thought as to expense. It is a jovial affair, shortened, 'tis true, because duplication of action might be tedious in a film and also because too much footage of film would be necessary to give every speech of the Shakespearean characters. […] Mr. Fairbanks does not permit any Shakespearean vehicle to stay him from vaulting here and there and also demonstrating what he can do on horseback. He is likeable and well-spoken. Miss Pickford is delightful in her fits of fury and also in those moments when she hankers after food and trembles at Petruchio's wrath. It is a film that makes for a thoroughly happy evening or afternoon.“
Der Movie & Video Guide schrieb: „Defeated by its lack of pacing and downright embarrassing performances, though it‘s undeniably fascinating to see Doug and Mary together in their only co-starring appearance.“
Halliwell‘s Film Guide charakterisierte den Film wie folgt: „A condensed version of the play which did not do much in its day for its stars‘ then declining reputations, but can now be watched with a fair measure of enjoyment“.
Das Lexikon des internationalen Films schrieb kurz und bündig: „Als filmhistorisches Dokument von Interesse.“